# Ain Sokhna
Al-'Ain al-Sokhna (în arabă العين السخنة, transliterat: al-ʿAyn as-Sukhna pronunție în Araba egipteană [elˈʕeːn esˈsoxnæ], „Izvorul Termal”) este un oraș din guvernoratul Suez, situat pe malul vestic al Golful Suez din Marea Roșie. Este situat la 55 de kilometri (34 de mile) la sud de Suez și la aproximativ 120 de kilometri (75 de mile) la est de Cairo.

## Istoric
Săpăturile arheologice recente au arătat că în această zonă a existat un port și o așezare egipteană antică. Situl a fost adus pentru prima dată în atenție în 1999 de profesorul Mahmud Abd El Raziq. Arheologii francezi și egipteni au investigat această zonă de atunci.
Încă din Vechiul Regat, din acest port se organizau expediții maritime pe Marea Roșie. Material similar a fost găsit și la Wadi Maghareh, unde se găsesc multe inscripții din Vechiul Regat.

## Economie
Orașul are și un port numit portul Ain Sokhna.